# Karl Oskar Krantz

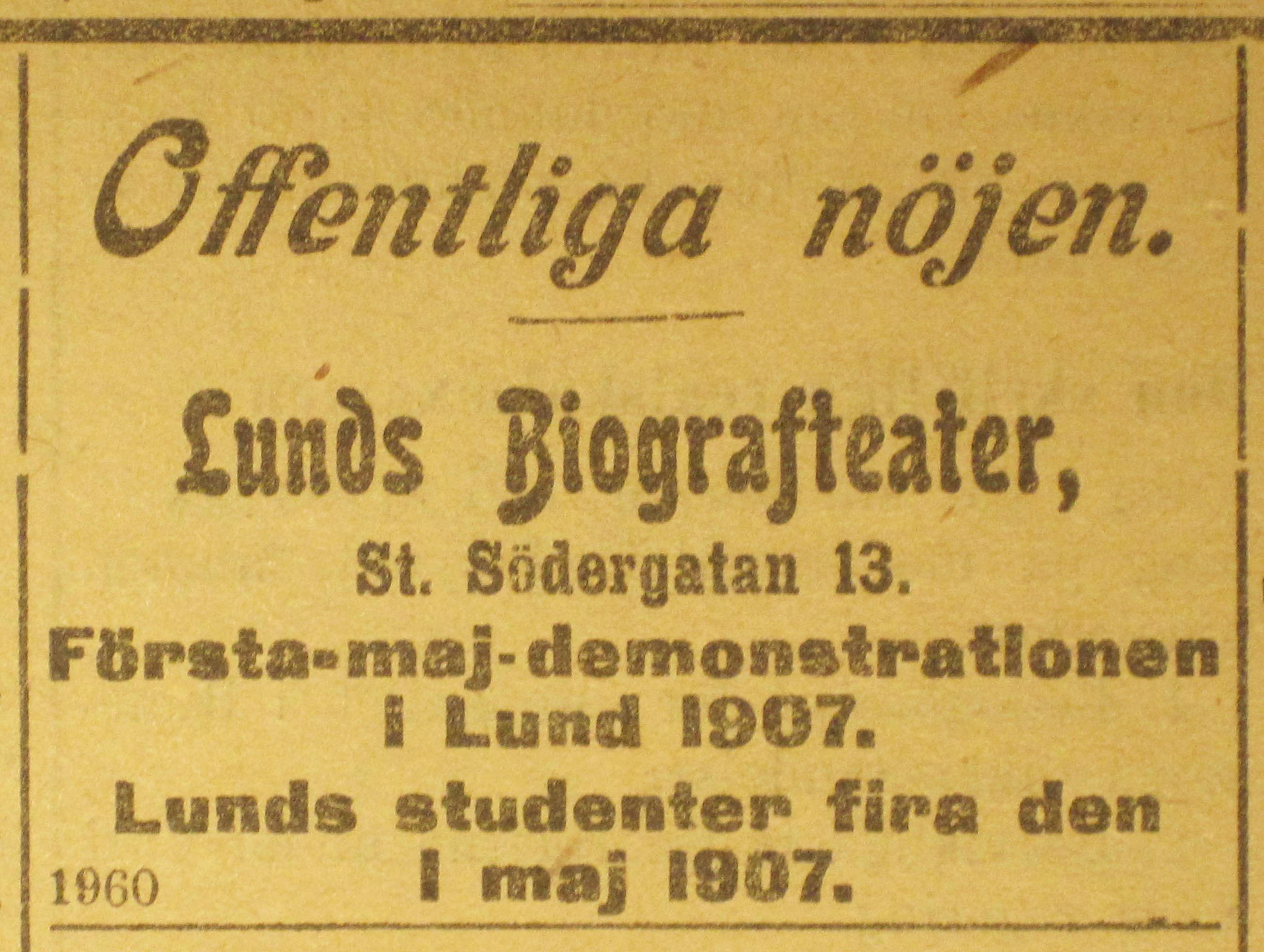
Annons i Lunds Dagblad den 4 maj 1907 för premiärvisningen av Krantz' första egenhändigt inspelade filmer, de första att framställas i Lund.

Karl Oskar "E:son" (Eliasson) Krantz, född den 13 september 1867 i Håby i Bohuslän, död den 27 januari 1933 i Helsingborg, var en svensk läroverkslärare, astronom, biografägare och filmpionjär.
Krantz var son till korpralen Elias Jacobsson. Han kom från 1890-talet att verka som privatlärare för elever vid Malmö navigationsskola. Parallellt genomgick han, vid förhållandevis mogen ålder, läroverket vid Spyken i Lund och avlade vid 28 års ålder  studentexamen 1895. Då han hösten samma år inskrevs vid Lunds universitet var han den i särklass äldste novitien denna termin. Krantz avlade efter två år filosofie kandidatexamen. Efter detta (och en språkstudieresa till London 1900) påbörjade han studier i teologi men fullföljde aldrig dessa. När han efter en period som läroverkslärare i matematik och andra naturvetenskapliga ämnen återvände till universitetet hösten 1902 var det i stället med inriktning på att avlägga en filosofie licentiatexamen i fysik. Under denna period var Krantz bland annat aktiv som lånekassör och senior i Göteborgs nation.
Efter några få år tog Krantz ett helt nytt steg i sin karriär, då han den 1 april 1905 öppnade "Lunds Biograf-Teater" på Stora Södergatan 13. Detta var staden Lunds andra fasta biograf — den första, "Lunds Norra Biografteater", hade öppnats endast några veckor tidigare och blev kortlivad. Efter att de första två åren ha nöjt sig med att visa andras filmer tog Krantz 1907 steget att även själv bli filmproducent. Den första maj detta år spelade han in två dokumentärfilmer – en av demonstrationståget och en från studenternas rektorsuppvaktning – vilka premiärvisades tre dagar senare. Detta var troligen de första filmerna någonsin som spelades in i Lund.
År 1908 gjorde Krantz en ny pionjärinsats. Tillsammans med det årets karnevalskommitté spelade han in fem kortfilmer, vilka blev både de allra första karnevalsfilmerna och några av de första svenska spelfilmerna över huvud taget; reguljär svensk spelfilmsproduktion inleddes först 1909 av Svenska Bio i Kristianstad. Krantz samarbetade med Svenska Bios chef Charles Magnusson, och de båda drev 1908–1909 ett företag för uthyrning av film kallat "Biografaktiebolaget Kronan". Då Krantz 1911 gjorde sin biograf i Lund till aktiebolag gick Magnusson in som delägare.
Krantz tid som biograf- och filmpionjär blev dock en ganska kort parentes i hans eget liv. Samma år som "Lunds Biograf-Teater" blivit aktiebolag sålde han sin andel, och bortsett från ett halvårs anställning som filmcensor vid Statens biografbyrå 1911–1912, skulle han ägna återstoden av sitt liv åt lärarbanan samt fortsatta studier. Åren 1912–1913 var han lärare vid Stockholms borgarskola och andra skolor i huvudstaden samt därefter i Köping. Han fick slutligen sin licentiatavhandling (nu i astronomi) klar 1930 och blev därefter adjunkt i Västerås fram till sin pensionering, varefter han bosatte sig i Helsingborg.
Krantz skapelse, "Lunds Biograf-Teater", bytte 1919 namn till "Palladium" och drevs under detta namn vidare ända till 1993 (då SF avvecklade den i samband med etableringen av Filmstaden). Den var då en av Sveriges äldsta, ännu i bruk varande biografer.

## Filmografi som producent
- 1907 – Första maj-demonstrationen i Lund 1907
- 1907 – Lunds studenter fira den 1 maj 1907
- 1908 – Studentuppvaktning 1 maj i Lund (förkommen)
- 1908 – Glaskrossningen eller Så gick det till (förkommen)
- 1908 – Lejonjakten
- 1908 – Solarnes egen solodans (förkommen)
- 1908 – Kvinnliga akademiska fotbollsklubben VIRGINIA